# スクラム (ラグビー)

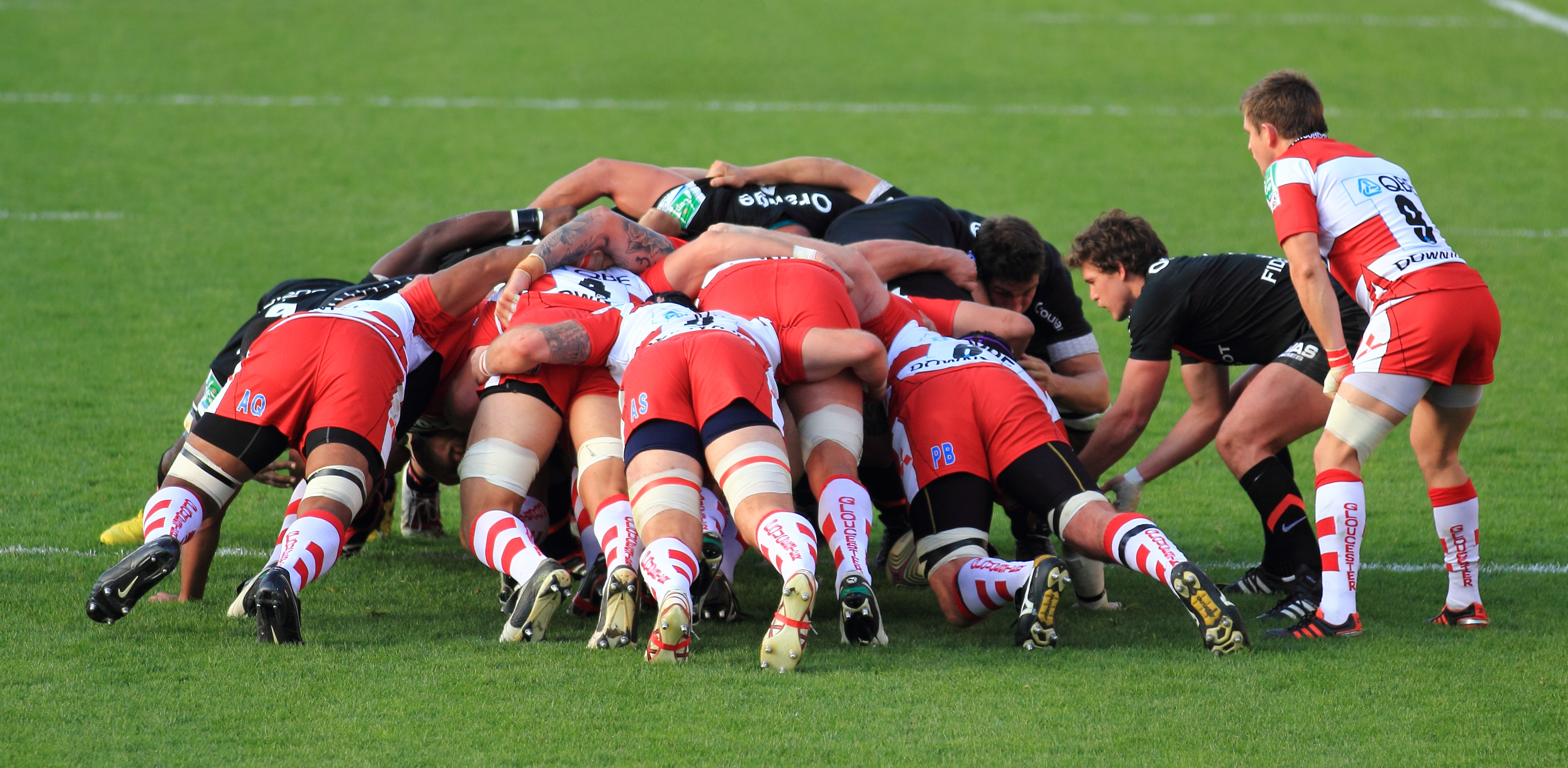
ラグビーユニオンのスクラムの縦方向からの画像。ルーク・バージェスがスクラムにボールを入れている。

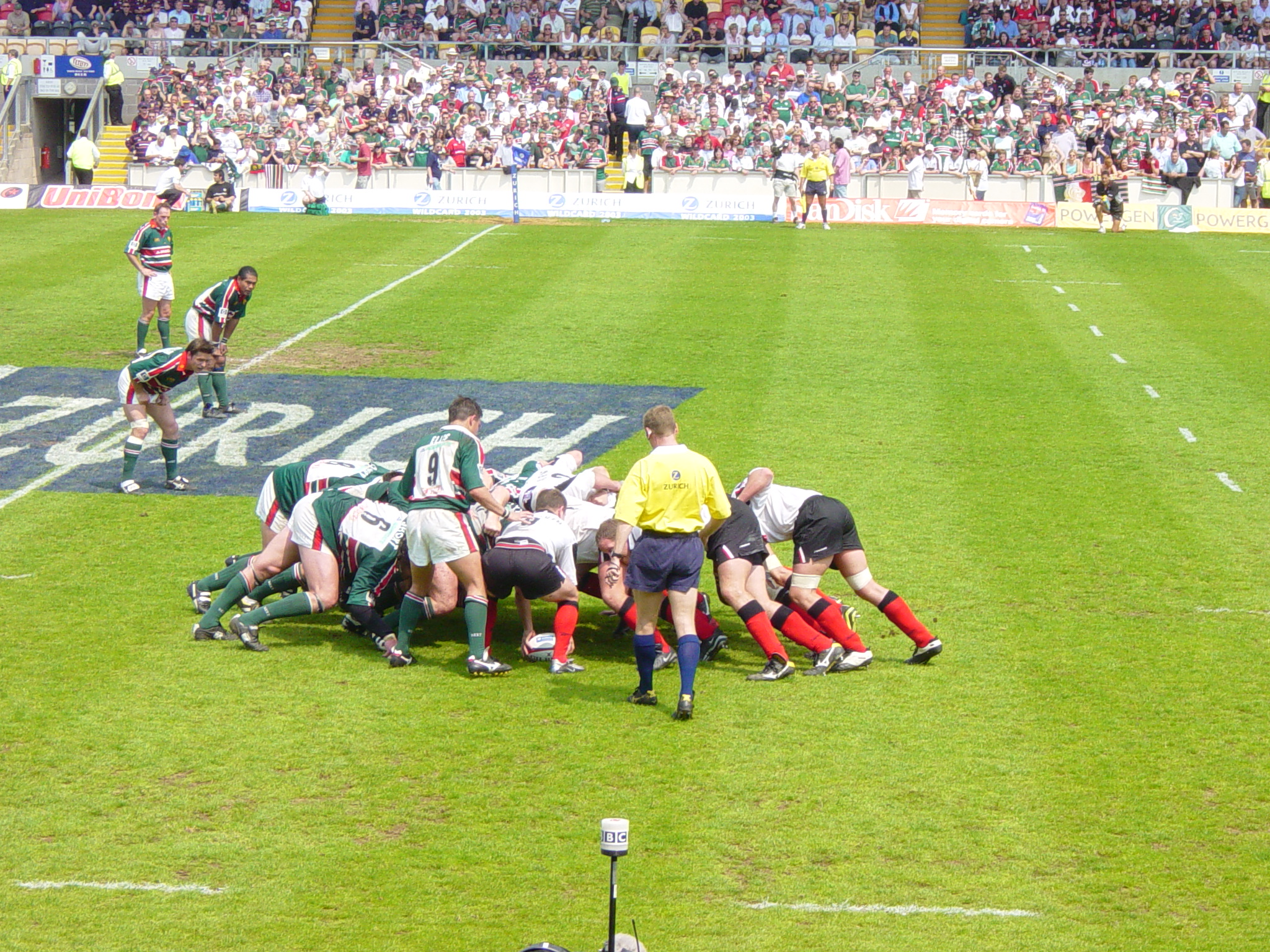
ラグビーユニオンのスクラムの横からの画像

スクラム（英: scrum）とは、ラグビーユニオンやラグビーリーグといったスポーツにおける試合再開の型（いわゆるセットプレー）の一つである。ノックオン、スローフォワードのような軽い反則後や、モール、ラックで密集からボールが出ない場合、ボールがラインの外に出た場合（ラグビーリーグのみ）にとられる方法である。スクラメージ（英: scrummage）の短縮型。

## 概要
スクラムは、ラグビーリーグよりもラグビーユニオンにおいて行われることが多く、また重要度も高い。
どちらのスポーツでも、スクラムはフォワードに指定された選手が3列に組み合わさって作られる。次に、スクラムは相手チームと「エンゲージ」し、選手の頭は相手チームのフロントロー（前列）の選手の頭と連結される。反則を犯さなかったチームのスクラムハーフはフロントローの選手の脚の間のトンネルにボールを投げ入れる。どちらのチームも、フッカーが足でボールを後ろに掻きこむことでボールを奪い合う。
ユニオンとリーグの重要な違いは、ラグビーユニオンでは、どちらのフォワードもボールを争っている間相手を後ろに押そうとするため、ボールを投げ入れない方のチームもボールを得る機会がある。しかしながら、実際にはボールを投げ入れたチームが大抵ボールを得る。ラグビーリーグのスクラムは形式化しており、通常スクラムで押し合わず、しばしばトンネルではなく自チームのフロントローの足元にボールを投げ入れ、自チームがほぼ必ずボールを得る。
一般に、団結することに擬えて“スクラムを組む”という場合は、このスクラムを指す。

## ラグビーユニオン

ラグビーユニオンのスクラムにおける選手の配置　フランカーがロックの脇に付いてプロップを後ろから押す、20世紀末以降から取られている形式

ラグビーユニオンのスクラムは、それぞれ8人フォワードの選手によって構成され、「フロントロー」、「セカンドロー」、そして「バックロー」（サードローともいう）の3列で組まれる。
直接、相手フォワードと組み合う最前線のフロントローはプロップ2人とそれを間でつなぐフッカー1人の計3人から、2列目のセカンドローはその3人をすぐ後ろでサポートするロック2人、そして3列目のサードローは最後列からスクラムを押す3人から構成される（元々は、現在のナンバー・エイトが[7]であり、現在のフランカー2人が[6,8]であった）。
- フロントロー（最前列）3人 - フッカー (HO) [2] と、左右のプロップ (PR) [1,3]（スクラムは何人で組んでもよい――7人以下でもいいし、7人いるバックスが加わってもよい――が、フロントローは4人以上であってはならない。これはルール上決められている）
- セカンドロー（第二列）2人 - 左右のロック (LO) [4,5]
- バックロー／サードロー（第三列）3人 - ナンバー・エイト (NO8) [8] と、左右のフランカー (FL) [6,7]

ただし、20世紀末頃以降では、3列目のフランカー2人がそれぞれ2列目のロックの外側のほぼ真横に上がり、ナンバー・エイトが一人で最後方に位置するようになっている（3-4-1システム）。しかし、スクラムの分類の仕方は変わっていない。
2つのフォワード集団は互いの腕の長さ内に近付きスクラムを形成する。レフェリーの「クラウチ」（crouch。しゃがめ）の命令で、フロントローが身をかがめる。次にレフェリーの「バインド」（bind。くるめ）のコールで、プロップは相手の外側の肩を挟む様に掴む。最後に「セット」（set）のコールによりフロントロー同士が組み合う。この時、フロントローのタイトヘッドプロップ (3) の頭は、相手のフッカー (2) とルースヘッドプロップ (1) の頭の間に入る。次に、プロップは相手のプロップのジャージの後ろあるいは横を掴み組み合わさる。ボールを保持している側のスクラムハーフは、フロントローの間に作られた隙間にボールを投げ入れる。それぞれのチームのフッカー（と時にはプロップ）は、ボールを足で掻きこんでボール確保を目指す。スクラム全体はボールを確保するため相手を後ろに押そうとする。ボールを確保したチームは通常ボールを後方に（足で）送る。ボールが後方に出ると、ナンバー8あるいはスクラムハーフによって拾い上げられる。
スクラムに関するルールは多岐に渡る。スクラムは、ボールが投入されるまで、中央の線がゴールラインに対して平行になるよう静止していなければならない（罰：フリーキック）。ボールはトンネルの中央に投入しなければならず、その際はボールの軸が地面とタッチラインに対して平行でなければならない（罰：フリーキック）。また、ボールは素早く単一動作で投入しなければならない（罰：フリーキック）。つまり、投入時にフェイクができない。ボールがスクラムハーフの手を離れると、スクラムが開始される。フロントローは、スクラムが開始してから終了するまで、しっかりと、継続して、互いにバインドしていなければならない（罰：ペナルティーキック）。また、フロントローは、体をねじったり、低くしたり、相手を引っ張ったりすることなど、スクラムを崩すことにつながる行為をしてはならない（罰：ペナルティーキック）。スクラムの中にあるボールを手で扱ったり、脚で拾い上げてはならない（罰：ペナルティーキック）。

### 7人制ラグビー

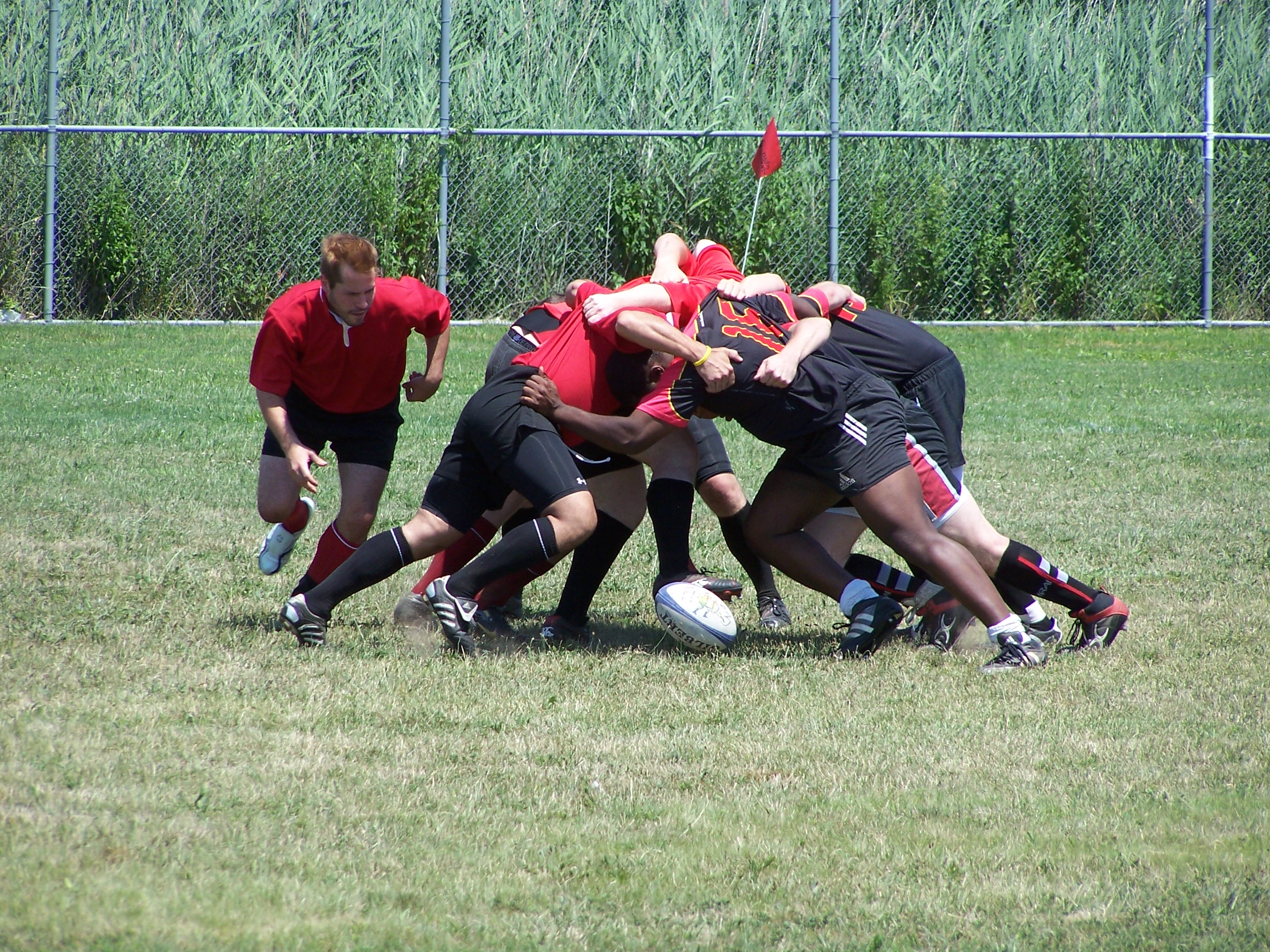
セブンスのスクラム

7人制ラグビーユニオンにおけるスクラムは、通常のラグビーユニオンにおけるフロントローにあたる3人とボールを投げ入れるスクラムハーフでのみ構成されている。

## ラグビーリーグ

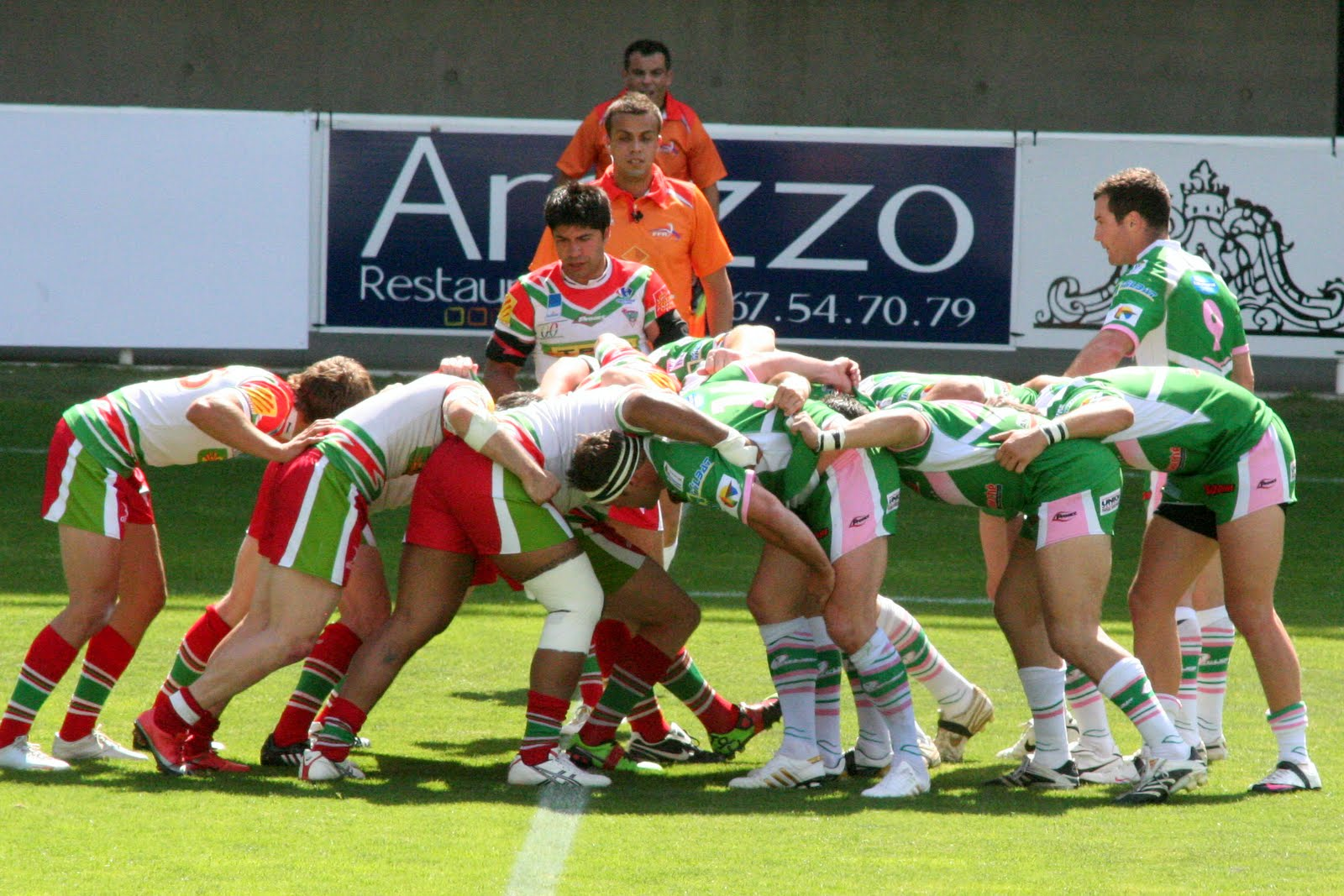
ラグビーリーグのスクラム

ラグビーリーグフットホールのスクラムは、ノックオン、スローフォワードのような反則後や、ボールがタッチラインを割った後に試合を開始するために行われる（最後の攻撃権（6度目）の際に起こった反則は除く）。また、スクラムはボールが破裂した場合や、レフェリーがボールの動きを妨害した場合のような時にも稀に行われる。スクラムは、それぞれ3-2-1フォーメーション（フロントローがユニオンと同じく3人、セカンドローが2人、バックローが1人）の6人の選手によって構成される。スクラムは、どの選手でも参加できるが、大抵はそれぞれのチームのフォワードによって形成される。フロントローはルースヘッドプロップ、フッカー、タイトヘッドプロップによって構成される。フロントローの後ろには2人のセカンドローフォワード、最後尾にルースフォワード（ロックフォワードとしても知られる）が位置する。
2つのフォワードの「パック」はボールがスクラムに投入される前にスクラムを形成する。フォワードパスやノックオンなどの反則あるいはボールがラインの外に出る原因となった逆側のチームのスクラムハーフ（ハーフバックとしても知られる）が、それぞれのフロントロー間に作られたトンネルにボールを投入する。例外はチームがタッチに40-20キック（自陣の40メートルより手前から相手陣内の20メートルライン内へのキック）を行った場合である。ボールが破裂あるいはレフェリーがボールを妨害した場合は、その時点でボールを保持していたチームがスクラムにボールを投入する。双方のチームは相手を押し込みボールを足で掻き込むことによってボールを守ろうと試みる。ボールは、スクラムハーフがスクラム後方でボールを回収するか、ルースフォワードがスクラムから離れた後にボールを拾い上げるかすることによってオープンプレーに戻る。
プレーが再開する際、スクラムが行われることによりフォワードがフィールドの一箇所にしばらく留まることになる、そのため、バックプレーやスペシャルプレーのためのスペースがより生まれ、スクラムに勝ったチームが有利となる。現在は、スクラムにフィードしない側がボールを得ることは稀である。1983年より前は、ルースフォワードはしばしばスクラムから離れ、5人のスクラムとなっていた。バックラインプレーによりスペースを与える目的で、スクラムのルールが、通常はルースフォワードはスクラムに常に組まなければならないように改正された。しかしながら、選手が退場になっている場合は、5人でのスクラムが行われる。この状況では、ルールはスクラムに加わらない選手の数を規定している。
「Laws of the Game」では、スクラムによってボールを奪い合うことが規定されているが、いくつかのスクラムに関するルールが施行されない慣習が存在している。1970年代、セカンドローの足元へのボールの投入や、スクラムが位置を外れること、スクラムの崩壊などのスクラムにおける反則が観客動員の減少の主要な要因であると見做されていた。また、純粋にスクラムにおける反則から得られたゴールによって試合に勝利することも不公平であると見做された。観客動員を回復させ経営を改善するため、ルールやその適用の変更が行われた。6回の攻撃権を使った後の「ハンドオーバー」や、スクラムでの反則に対するディファレンシャル・ペナルティー（ゴールへのキックが認められない）の導入、レフェリーがスクラムへのボールの投入に関するいくつかのルールの適用を止めたことによって、スクラムの回数は減少した。この変更によって、現在はプロチームでは戦術選択に従ってスクラムを争わないことが一般的となっている。

## 歴史

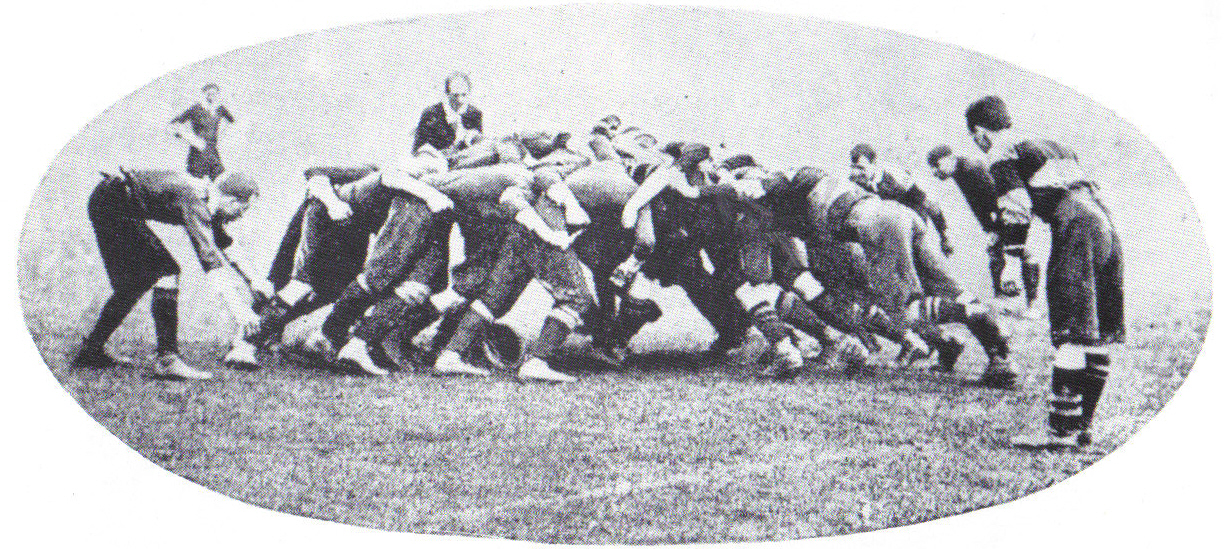
1904年に行われたニューポート対ロンドンウェルシュの試合におけるスクラム。現在のスクラムと比べてより直立な姿勢が見られる。

「スクラメージ (scrummage)」という語句は、（現在でもアメリカンフットボールやカナディアンフットボールで使用されている）「スクリメージ（scrimmage、小競り合い）」が変化したものである。スクリメージは、同様にskirmish（小競り合い）に由来あるいは音変化したものである。スクラメージという用語は、「スクラム」に短縮されるまでの長い間ラグビーフットボールのルールで使用されていた。
そもそもは、「セット」スクラム（現在公式にはスクラメージと呼ばれる）と「ルーズ」スクラム（現在ラグビーユニオンにおいて公式にはラックと呼ばれる）の間に違いはなかった。スクリメージの権利を得た側は、単純に1人の選手がグラウンドにボールを置き、試合を開始した（選手はオンサイド〔ボールより後ろ〕に位置する必要はあった）。スクリメージ/スクラメージとなるのは、ボールを保持する選手（"held"と宣言する）と相手（"Have it down"とコールする）との間で膠着状態となった場合であった。スクラメージは今日のラック（グラウンド上にあるボールの周りに双方のチームが密集した状態）としても生じた。
ボールを扱うルールはスクリメージか否かで異なっているが、初期のルールではスクリメージ内の選手と外の選手を明確に区別せず、スクリメージに加わる選手は必要ではなかった。
1871年に "Laws of the Game of Football" として再成文化された後でも、ラグビーの初期ルールでは、スクラメージ内の選手の目的は相手のゴールラインに向かってボールをキックすることとされていた。この条項は、19世紀末に慣習が変化した後も約20年間残っていた。
現代ラグビーユニオンのスクラメージとラック、ラグビーリーグのplay-the-ball（ラックとも呼ばれる）、アメリカンフットボールのスナップとスクリメージ（後にカナディアンフットボールでも採用された）は、全て初期のスクラメージの派生型である。